# 北海道道794号森停車場線
北海道道794号森停車場線（ほっかいどうどう794ごう もりていしゃじょうせん）は、北海道茅部郡森町内を結ぶ一般道道（北海道道）である。

## 概要

### 路線データ
- 起点：北海道茅部郡森町本町（JR北海道 函館本線 森駅）
- 終点：北海道茅部郡森町上台町（国道5号交点）
- 総延長：1.727 km
- 実延長：1.705 km
- 重用延長：0.022 km

### 道路管理者
- 渡島総合振興局 函館建設管理部 八雲出張所

## 路線状況

### 重複区間
- 北海道道1028号森砂原線（本町〔起点〕 - 森川町）

## 歴史
- 1973年（昭和48年）3月31日 - 路線認定[1]。

## 路線状況

### 道路施設

#### 主な橋梁
- 柳橋（22 m、森川、森町御幸町 - 森町森川町）

## 地理

### 通過する自治体
- 渡島総合振興局
  - 茅部郡森町

### 交差する道路
森町
- 北海道道606号霞台森停車場線 - 本町（起点）
- 北海道道1028号森砂原線 - 本町（起点）、森川町（重複）
- 国道5号 - 上台町（終点）

### 沿線にある施設など
森町
- JR北海道 函館本線 森駅
- 北洋銀行森支店
- 渡島信用金庫本店
- 森郵便局
- 森町役場
- 青葉ヶ丘公園
- 森町民体育館
- オニウシ公園
- 森町立森小学校
- 森町立森中学校

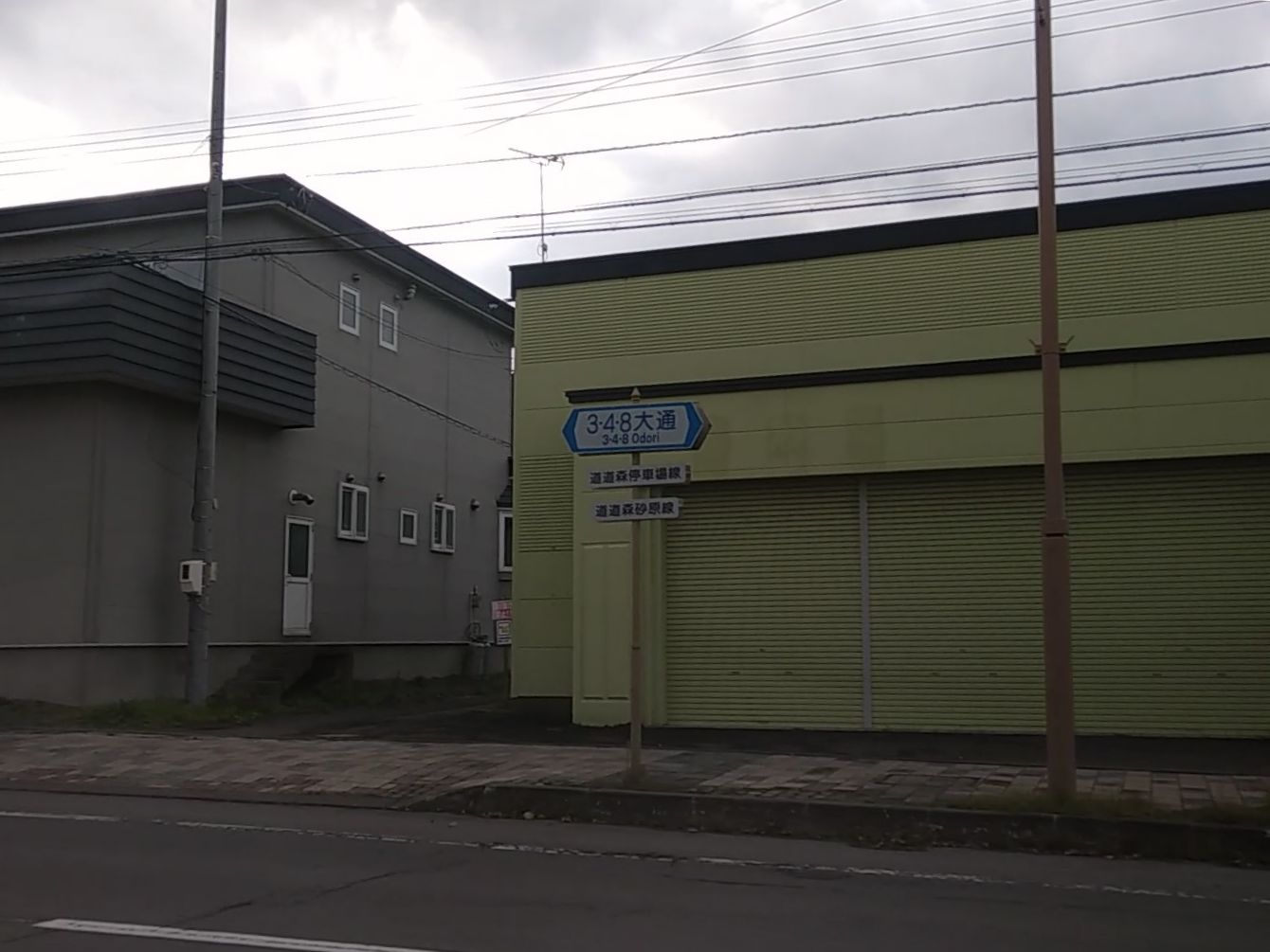
北海道道794号森停車場線・北海道道1028号森砂原線重複区間の道路の通称名（119-B）「3・4・8大通」及び路線名標識
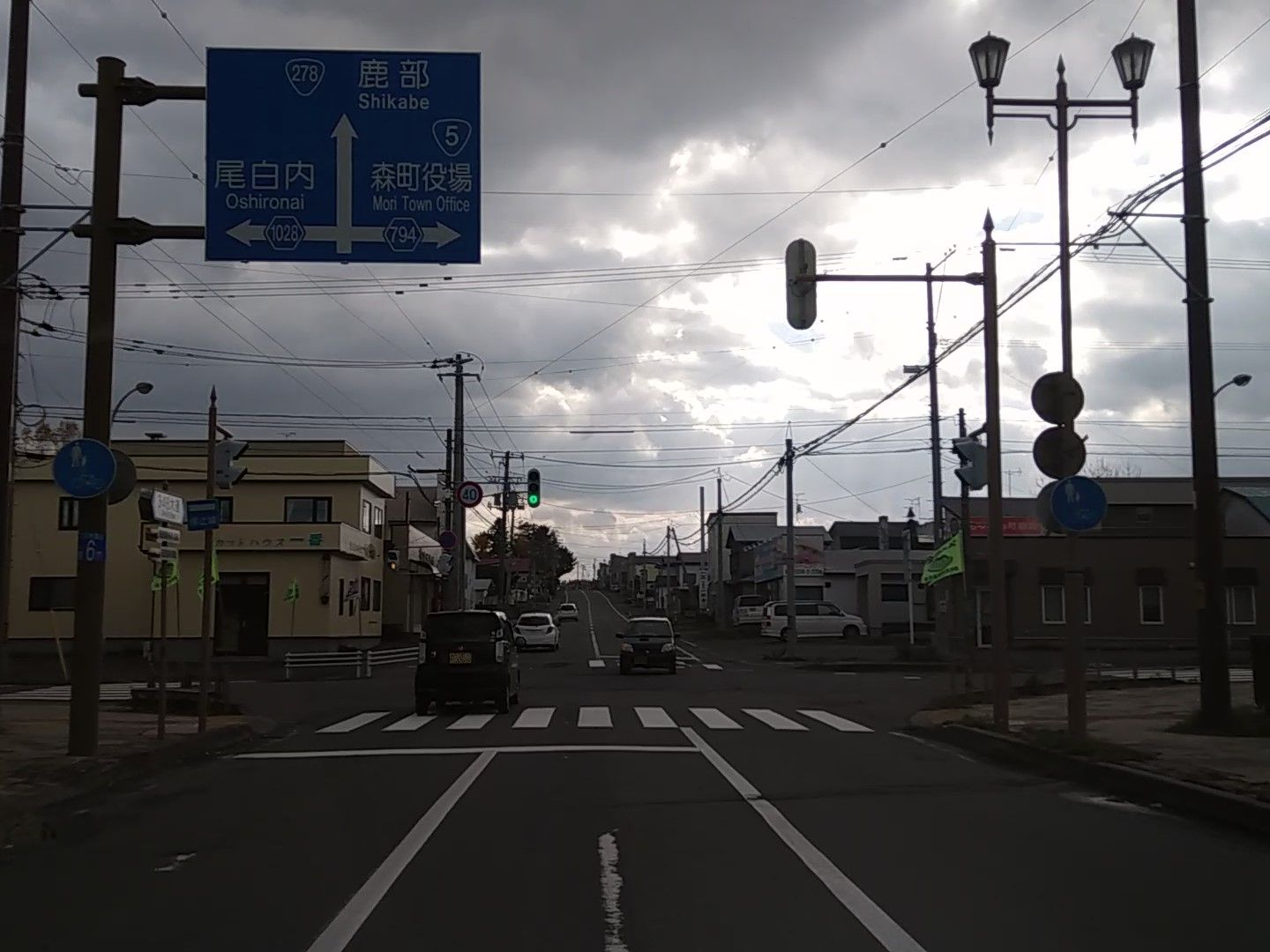
北海道道794号森停車場線・北海道道1028号森砂原線交点（森駅側から）